# Lurdusaurus
Lurdusaurus là một chi khủng long, được Taquet & D. A. Russell mô tả khoa học năm 1999.